# Friedrich Böhm
Friedrich Böhm, Boehm (ur. 16 grudnia 1803 w Królewcu, zm. 11 lutego 1844 w Królewcu) – gdański kupiec i duński konsul.
Jego rodzicami byli Friedrich Wilhelm Böhm oraz Regina Henriette zd. Tamnau. Friedrich Böhm był właścicielem firmy handlowej zajmującej się m.in. eksportem zbóż i importem śledzi F. Böhm und Co. w Gdańsku oraz współwłaścicielem towarzystwa akcyjnego Żegluga Parowa (Dampfschiffahrts Aktien-Verein) (1838). Pełnił funkcję radnego miasta Gdańska (1834) oraz konsula Danii tamże (1836-1844).